# Secció de bàsquet del Sporting Clube de Portugal
El Sporting Clube de Portugal de basquetbol és la secció de bàsquet del Sporting CP.

## Palmarès
- Lliga portuguesa de basquetbol: 8
  - 1953-54, 1955-56, 1959-60, 1968-69, 1975-76, 1977-78, 1980-81, 1981-82.
- Copa portuguesa de basquetbol: 5
  - 1954-55, 1974-75, 1975-76, 1977-78, 1979-80.